# Isabel Martin Lewis
Isabel Martin Lewis (née le 11 juillet 1881 et décédée le 31 juillet 1966) était une astronome américaine qui fut la première femme embauchée par l'observatoire naval des États-Unis en tant qu'astronome adjointe. En 1918, Lewis fut élu membre de l'Union américaine d'astronomie. Elle était également membre de la Société royale d'astronomie du Canada et de l'Astronomical Society of the Pacific.

## Jeunesse
Isabel Eleanor Martin est née à Old Orchard Beach, dans le Maine, le 11 juillet 1881. Lewis a obtenu son Bachelor of Arts à l'université Cornell en 1903 et y a obtenu son master en 1905, en se spécialisant en mathématiques. De 1905 à 1907, elle fut « ordinateur astronomique » pour Simon Newcomb. Sous Newcomb, Martin a travaillé sur les données d'éclipse, une expérience qui s'avérera essentielle pour son travail ultérieur.
Lewis a commencé à travailler comme ordinateur au Nautical Almanac Office en 1908. Bien que Lewis n'ait pas été la première femme à être embauchée par l'observatoire naval (il s'agissait de Maria Mitchell , qui en 1849 a été embauchée comme ordinateur), Lewis a été la première femme à être embauché comme astronome adjoint. Au NAO, Lewis a rencontré son mari, Clifford Spencer Lewis, un autre astronome. Ils se sont mariés le 4 décembre 1912.

## Vulgarisation de la science
Avec la naissance de son fils, Raymond Winslow Lewis, Lewis ne travailla qu'à temps partiel à l'observatoire et entreprit un effort de vulgarisation scientifique.
En écrivant trois livres et d'innombrables articles, Lewis a commencé en 1916 à sensibiliser un public populaire aux merveilles de l'astronomie et des sciences de la Terre. Ses chroniques sont parues dans le New York Evening Sun, l'Electrical Experimenter (en) (plus tard connu sous le nom de Science and Invention (en)), Popular Astronomy, The Scientific Monthly et l'Astronomical Journal, entre autres. Pendant trente ans, Lewis a tenu une chronique mensuelle dans Nature Magazine (ce titre a été publié par l'American Nature Association (en) et ne doit pas être confondu avec la revue Nature). Présentant son premier article dans l'Electrical Experimenter, le rédacteur en chef Hugo Gernsback a félicité Lewis pour son exactitude et son apprentissage, affirmant qu'elle « a la rare faculté d'interpréter des sujets difficiles et arides d'une manière populaire ».
Les articles sur The Sun ont été regroupés dans un livre de 1919, Splendors of the Sky, et ses articles antérieurs à 1922 dans Science and Invention ont été inclus dans la deuxième partie de son livre Astronomy for Young Folks. En outre, dans « News of the Stars », elle a donné des conférences sur la radio locale (WRC) et fait des présentations dans des écoles et des églises.

## Retour au travail à plein-temps
Lewis retourna au travail à temps plein après la mort de son mari en 1927. Le 1er octobre 1927, Lewis fut promue scientifique adjointe. Lewis fut ensuite promu au rang d'astronome en 1930.
Lewis, spécialiste des éclipses à l'observatoire naval, a mis au point une méthode plus rapide et plus précise pour déterminer où une éclipse serait visible. Elle a également trouvé un moyen de prédire davantage d’occultations de la Lune ; ces moments où la Lune passait avant que d'autres corps astronomiques ne soient utilisés pour étudier l'orbite de la Lune. Sa nouvelle méthode de calcul des éclipses solaires permettait d’atteindre un niveau de détail permettant de comprendre l’ionosphère.
Durant cette période, elle participe à des expéditions pour observer l'éclipse solaire du 19 juin 1936 (en) en Russie. En outre, elle a organisé et participé à l'expédition Planétarium Hayden-Grace Eclipse au Pérou pour voir, photographier et diffuser par radio l'éclipse solaire du 8 juin 1937 (en).
Lewis a pris sa retraite du service à l'observatoire naval en 1951 mais a continué à publier dans des journaux et des magazines jusqu'en 1955. La durée de sa carrière et son importance ne ressemblent pas à celles d'autres femmes en astronomie ; selon Lankford et Stavings, seulement 12 % des femmes astronomes de 1900 à 1940 avaient une carrière de plus de 25 ans.

## Biographie
- A prediction of the solar eclipse of August 1905 (thèse) (1905)
- Spendors of the Sky (1919)
- Astronomy for Young Folks (1922)
- A Hand Book Of Solar Eclipses (1924)